# Jezioro Czarne (gmina Osiek)
Jezioro Czarne jest typowym jeziorem rynnowym powstałym w epoce lodowcowej, które wykształciło się w rynnie subglacjalnej. Charakteryzuje się dużą głębokością oraz stromymi brzegami. Jezioro składa się faktycznie z dwóch zbiorników - północnego i południowego, połączonych wąskim kanałem. Jezioro od 1978 objęte jest strefą ciszy. Swą nazwę zawdzięcza charakterystycznemu ciemnemu zabarwieniu wody, które jest rezultatem zlokalizowania jeziora na pokładach borowiny.